# Kurian Valiakandathil

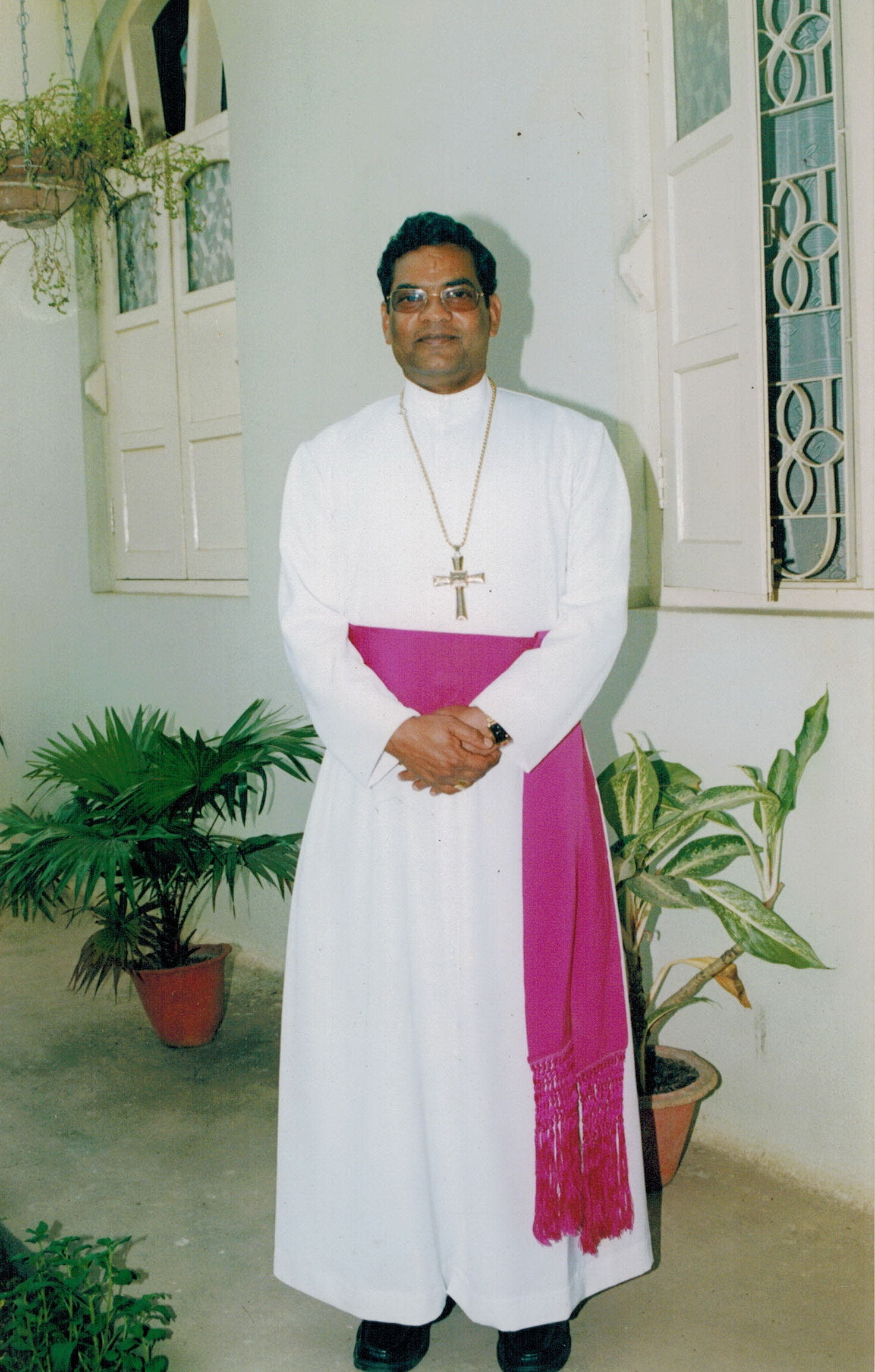
Kurian Valiakandathil, 2014

Kurian Valiakandathil (* 18. November 1952 in Elanjy, Kerala, Indien) ist Bischof von Bhagalpur.

## Leben
Kurian Valiakandathil empfing am 28. Oktober 1977 das Sakrament der Priesterweihe.
Am 11. Januar 2007 ernannte ihn Papst Benedikt XVI. zum Bischof von Bhagalpur. Der Erzbischof von Ranchi, Telesphore Placidus Kardinal Toppo, spendete ihm am 27. Februar desselben Jahres die Bischofsweihe; Mitkonsekratoren waren der Erzbischof von Patna, Benedict John Osta SJ, und der Bischof von Hazaribag, Charles Soreng SJ.